# 10 My Me
10 My Me (⑩ MY ME, Jū-maime) é o décimo álbum do grupo japonês Morning Musume. Foi lançado em 17 de Mmarço de 2010, tendo uma edição limitada e um edição regular. A primeira edição de ambas as edições contém uma foto especial, para além disso, a edição limitada contem também um DVD bonus. Este álbum foi, também, o primeiro que o grupo realizou após a graduação, no final do ano de 2009, da única integrante da 7ª Geração Kusumi Koharu, que aparece em três faixas do álbum, apesar de não lhe ser creditada.

## Lista de faixas
1. "Moonlight Night ~ Tsukiyo no Ban da yo ～" (Moonlight night ～月夜の晩だよ～, Noite de Lua Cheia ~ É uma noite de lua Cheia ~)
2. "Kimagure Princess" (気まぐれプリンセス, Princesa Egocentrica)
3. "Genki Pikappika" (元気ピカッピカッ!, Energia Contagiante!)
4. "Namidacchi" (涙ッチ, Lágrimas de Maneira Querida)
5. "Onna ga Medatte Naze Ikenai" (女が目立って なぜイケナイ, Porque é que as mulheres não se podem destacar?)
6. "Ooki Hitomi" (大きい瞳, Olhos Grandes)
7. "Ano Hi ni Modoritai" (あの日に戻りたい, Quero Voltar Áquele Dia)
8. "Nanchatte Renai" (なんちゃって恋愛, Falso amor)
9. "Osaka Umainen" (大阪 美味しいねん, Osaka é deliciosa)
10. "Loving You Forever" (Amar-te Para Sempre)
11. "Shouganai Yume Oibito" (しょうがない 夢追い人, Pessoas que Não Conseguem Evitar Seguir os Seus Sonhos)
12. "Ame no Furanai Hoshi de wa Aisenai Darō? (Versão Chinesa)" (雨の降らない星では愛せないだろう? (中国語Ver.), Se Não Chover, As Estrelas Não Amarão?) [1]

## Conteúdo do DVD
1. Onna ga Medatte Naze Ikenai (Takahashi Ai Solo Ver.) "(女が目立って なぜイケナイ (高橋愛 Solo Ver.)"
2. Onna ga Medatte Naze Ikenai (Niigaki Risa Solo Ver.) "(女が目立って なぜイケナイ (新垣里沙 Solo Ver.))"
3. Onna ga Medatte Naze Ikenai (Kamei Eri Solo Ver.) "(女が目立って なぜイケナイ (亀井絵里 Solo Ver.)) "
4. Onna ga Medatte Naze Ikenai (Michishige Sayumi Solo Ver.) "(女が目立って なぜイケナイ (道重さゆみ Solo Ver.))"
5. Onna ga Medatte Naze Ikenai (Tanaka Reina Solo Ver.) "(女が目立って なぜイケナイ (田中れいな Solo Ver.))"
6. Onna ga Medatte Naze Ikenai (Mitsui Aika Solo Ver.) "(女が目立って なぜイケナイ (光井愛佳 Solo Ver.))"
7. Onna ga Medatte Naze Ikenai (Junjun Solo Ver.) "(女が目立って なぜイケナイ (ジュンジュン Solo Ver.))"
8. Onna ga Medatte Naze Ikenai (Linlin Solo Ver.) "(女が目立って なぜイケナイ (リンリン Solo Ver.)) "
9. Onna ga Medatte Naze Ikenai (Mobekimasu Live Ver.) "(女が目立って なぜイケナイ (モベキマス Live Ver.))"
10. Performance do concerto: Hello! Project 2010 WINTER Kachou Fuugetsu ~Mobekimasu!~
11. Making Of: Fotos da Capa do álbum (アルバムジャケット撮影 メイキング)

## Promoção

### Promoção em Rádio
- 3/8  KBC Radio PAO-N 100308 (Kamei Eri e Tanaka Reina)
- 3/8  FM FUKUOKA Hyper Night Program GOW!! 100308 (Kamei Eri e Tanaka Reina)
- 3/8  NHK FM Fukuoka 100308 (Kamei Eri e Tanaka Reina)
- 3/8  Free Wave FM Park Side Cafe Monday 100308 (Kamei Eri e Tanaka Reina)
- 3/9  TOKYO FM's "Blue Ocean" (Takahashi Ai e Michishige Sayumi)
- 3/11 Bayfm "ON8" (Niigaki Risa e Mitsui Aika)
- 3/20 FM FUKUOKA Hyper Night Program GOW!! (Kamei Eri, Tanaka Reina)
- 3/20 Free Wave Tenjin FM MORNING WAVE(Kamei Eri, Tanaka Reina)
- 3/27 RKB radio Hacchake (Kamei Eri, Tanaka Reina)
- Rádio Semanal: InterFM - FIVE STARS (Niigaki Risa, Kamei Eri)
- Rádio Semanal: InterFM - FIVE STARS (Tanaka Reina)
- Rádio Semanal: CBC Radio - Konya mo Usa-chan peace (Michishige Sayumi)
- Rádio Semanal: FC Podcast - Takahashi Ai no Ichigo Ichie (Takahashi Ai)
- Rádio Semanal: MBS Radio - Young Town (Takahashi Ai, Michishige Sayumi)

### Promoção em Revistas
- 3/14 CD & DL Data (Morning Musume)
- 3/18 R25 (Kamei Eri)
- 3/27 SakurSaku (Morning Musume)
- 4/20 Non-no

### Promoção na Televisão
- 3/20 Fujiwara no Arigatai to Omoe!! (Michishige Sayumi e Junjun)
- 3/21 Geki☆Otoboke (Niigaki Risa, Takahashi Ai e LinLin)
- 3/22 Waratte Iitomo

## Posições no G-Music (ChartTailandês)
Top Combinadas: #14
Top J-Pop: #5
Top International: #8

## Billboard Japan
Top Álbuns da semana:#15.